# Pierre Duchesne-Fournet
Pour les articles homonymes, voir Fournet.
Pierre Duchesne-Fournet, né le 1er août 1880 à Lisieux (Calvados) et mort le 8 avril 1965 à Fauguernon dans le même département, est un homme politique français.

## Biographie
Issu d'une famille de notables locaux impliqués dans la vie politique locale et nationale, fils de Paul Duchesne-Fournet, député et sénateur du Calvados et frère de Jean Duchesne-Fournet, il est licencié de droit et de sciences. 
Après des séjours au Sénégal et au Maroc, le ministère des Colonies le charge en 1909 d'une mission dans la Chine occidentale. Quittant le Tonkin en mars 1909 avec un capitaine au long cours, Lapicque et un membre des douanes chinoises, Picard-Destellan, il gagne le Yunnan par le train et s'arrête à Ami-Tchéou où par une caravane de mules et de chevaux, il rejoint, en une semaine, Yunnan-Fou. 
En six jours, il atteint les rives du Yang-Tse, visite Toung-Ngan-Tchéou et Ouei-Li et entre dans le Kien-Tchang. A Ning-Yuan-Fou, le Père de Guébriant lui organise une visite chez les Lolos insoumis. Avec une forte escadre chinoise, il voit ainsi les villages lolos de la région de Loukou et peut rassembler une importante collection ethnographique. 
Duchesne-Fournet gagne ensuite Fulin, franchit le Tatsiang-Ling à 3 000 m d'altitude et atteint les plaines du Sichuan. Il fait l'ascension du mont Omei, visite Yatchéou puis Chengdu où prend fin l'expédition. Il rentre alors par Hankou et, par le train, rejoint Pékin.
Élu député du Calvados lors des élections législatives de 1932, à la Chambre, il siège sur les bancs des non-inscrits. Réélu en 1936, il rejoint le groupe parlementaire unifié de l'Alliance démocratique, l'Alliance des républicains de gauche et des radicaux indépendants.
Il vote, le 10 juillet, en faveur de la remise des pleins pouvoirs au Maréchal Pétain et ne retrouve pas de mandat parlementaire après la Seconde Guerre mondiale.
En 1946, il donne une partie de ses collections au Musée de l'Homme.

## Publication
- Du Tonkin à Han-Kéou par le Yunnan et le Se-Tchouen, Bulletin commerciale de l'Asie française, janvier 1910, p. 24-32[2]

## Sources
- « Pierre Duchesne-Fournet », dans le Dictionnaire des parlementaires français (1889-1940), sous la direction de Jean Jolly, PUF, 1960 [détail de l’édition]